# Беломорский 89-й пехотный полк
89-й пехотный Беломорский Его Императорского Высочества Наследника Цесаревича полк — воинская часть Русской Императорской армии.

## Формирования и кампании полка

### Морские полки
Полк имеет старшинство с 29 апреля 1803 г., когда были сформированы на гренадерском положении морские полки, имевшие непосредственную связь с морскими командами времён Петра Великого, комплектовавшимися для портовой и корабельной службы и для пополнения убыли судовых экипажей.
В 1720 году из этих команд были составлены особые морские солдатские команды, разделёные на роты, причисленные к разным судам и нёсшие, кроме того, службу в Санкт-Петербургском и Кронштадтском адмиралтействах. 7 июня 1733 г. из этих команд были сформированы два трёхбатальонных морских полка. Полки эти, в 1734 году расписанные по судам эскадры, были посланы в помощь войскам Миниха, участвовали в осаде Данцига.
В 1757 году из морских полков были составлены: адмиралтейский батальон и корабельные и галерные команды; но такой порядок продержался лишь до 1764 года, когда было из этих частей было сформировано четыре морских батальона. В Семилетнюю войну морские батальоны участвовали в осаде Мемеля, были в составе десанта при взятии его 24 июня 1757 года и принимали участие в осаде Кольберга в 1760—1761 годах.
Затем морские батальоны были на судах эскадры адмирала Спиридова во время его экспедиции в Средиземное море в 1769—1770 годах и проявили особое мужество при штурме крепости Наварин 10 апреля 1770 года, будучи в составе десантных колонн под командой генерал-майора князя Долгорукова. Далее морские батальоны, находясь на судах эскадры, приняли участие в Чесменском сражении 24 июня 1770 года.
В 1777 году каждый из 4 морских батальонов был развёрнут в два отдельных батальона (общим числом 8), к которым в 1797 году был прибавлен ещё один.
29 апреля 1803 года из морских батальонов Балтийского флота были сформированы на гренадерском положении три морских трёхбатальонных полка. Шефом 1-го и вместе с тем имеющим право инспектирования других полков был назначен генерал-майор Ширков; в 3-м морском полку шефом был назначен генерал-майор Гинкуль, заменённый вскоре известным впоследствии героем Отечественной войны генералом Неверовским, командиром полка назначен был полковник Гамен, который также заметно отличился в войнах против Наполеона.
Морские полки в кампании 1805 г. участвовали в десантных операциях отряда графа Толстого, занявшего потом Ганновер. После Аустерлицкого сражения часть морских полков (по одному батальону от каждого полка) была расписана на суда эскадры адмирала Сенявина, оперировавшей в 1806 г. в Средиземном море, и принимали участие в морском бою при Афонской горе и в занятии островов Тенедоса и Лемноса. Этот сводный морской полк был назван 2-м морским полком, а остававшиеся в Кронштадте два батальона 2-го морского полка были приписаны по одному к 1-му и 3-му полкам.
После Отечественной войны 1812 года и Заграничных походов 1813 и 1814 гг., в которых 1 и 3-й морские полки также приняли участие, они были расквартированы в Царстве Польском и при усмирении польского восстания в 1831 г. участвовали с отличием в сражениях при Остроленке и Грохове, где особенно отличился 3-й морской полк под командованием полковника Сафонова. Во время штурма Варшавы морские полки были в составе 1-го корпуса, бравшего приступом укрепления Воли, где опять особенно отличился 3-й морской полк, получивший за штурм Варшавы Георгиевское знамя с надписью: «За взятие приступом Варшавы 25 и 26 августа 1831 г.».

### Невский пехотный полк
В 1833 году морские полки были расформированы, причём 1 и 3-й батальоны 1-го полка и 1-й батальон 3-го полка были присоединены к Невскому пехотному полку, став 3, 4 и 6-м батальонами этого полка, который тогда же был назван Невским морским полком.
В 1856 году Невский полк был переформирован в трёхбатальонный состав, а 4-й действующий батальон был назван 4-м резервным батальоном Невского полка.

### Беломорский полк

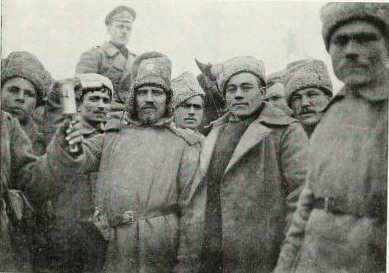
Солдаты Беломорского полка на фронте Первой мировой.

6 апреля 1863 г. из этого батальона и бессрочно-отпускных 5 и 6-го батальонов Невского пехотного полка был сформирован двухбатальонный Невский резервный пехотный полк, переименованный 13 августа того же года в Беломорский пехотный полк и развернутый 21 августа того же года в трёхбатальонный состав; 25 марта 1864 г. полк получил № 89. В 1865 г. Беломорскому полку было пожаловано Георгиевское знамя, с надписями под орлом: «1733—1833 гг.» и «За взятие приступом Варшавы 25 и 26 августа 1831 г.», при особом Высочайшем рескрипте, устанавливавшем связь 1-го батальона Беломорского полка с морскими полками, учрежденными императрицей Анной Иоанновной в 1733 году.
Во время русско-турецкой кампании 1877—1878 гг. Беломорский полк выделил из своего состава 7 офицеров и 45 нижних чинов на пополнение убыли в рядах Дунайской армии.
В 1879 году полк развёрнут в четырёхбатальонный состав.
В 1903 г., по случаю 100-летнего юбилея, Беломорскому полку было пожаловано новое знамя с добавлением к прежним надписям: «1803—1903» и с Александровской юбилейной лентой. Из других отличий полк имел гренадерский бой, присвоенный морским полкам, сформированным в 1803 г.
Высочайшим приказом от 30 июля 1915 года Беломорскому полку пожаловано шефство Наследника Цесаревича Алексея Николаевича и полк наименован «89-й пехотный Беломорский Его Императорского Высочества Наследника Цесаревича полк».
В 1917 году 89-й пехотный Беломорский полк входил в состав 1-й бригады 23-й пехотной дивизии Русской Императорской армии. В конце 1917 года 1-я бригада вошла в состав Ревельского укреплённого района Морской крепости Императора Петра Великого.
Полковой праздник — 9 мая.

## Шефы полка

### 1-й морской полк
- 16.05.1803 — 29.10.1811 — генерал-майор Ширков, Павел Семёнович
- 30.10.1811 — 22.06.1815 — полковник Попов, Александр Прокофьевич

### 3-й морской полк
- 16.05.1803 — 09.03.1804 — генерал-майор Гинкуль, Алексей Степанович
- 21.03.1804 — 09.11.1807 — генерал-майор Неверовский, Дмитрий Петрович
- 09.11.1807 — 01.09.1814 — полковник (с 01.11.1811 генерал-майор) Гамен, Алексей Юрьевич

### 89-й пехотный Беломорский полк
- 30.07.1916 — 04.03.1917 — Е.И.В. Наследник Цесаревич и Великий князь Алексей Николаевич

## Командиры полка

### 1-й морской полк
- 21.09.1803 — 21.03.1804 — полковник Неверовский, Дмитрий Петрович
- 20.03.1805 — 20.12.1806 — полковник Палибин, Пётр Игнатьевич
- 15.01.1807 — 22.01.1810 — полковник Пейкер, Александр Эммануилович
- 21.04.1810 — 05.10.1811 — подполковник (с 23.06.1811 — полковник) Криштафович, Егор Константинович
- 26.10.1811 — 22.06.1815 — подполковник Рашет, Эммануэль Яковлевич
- 22.06.1815 — 09.01.1816 — полковник Попов, Александр Прокофьевич
- 09.01.1816 — 19.03.1820 — полковник Рашет, Эммануэль Яковлевич
- 28.03.1820 — 24.04.1820 — полковник Кромин, Павел Евграфович
- 24.04.1820 — 18.10.1821 — подполковник Врангель
- 18.10.1821 — 29.03.1825 — подполковник (с 16.05.1823 полковник) Веймарн, Пётр Фёдорович
- 28.05.1825 — ? — полковник фон Вольский, Фёдор Васильевич

### 3-й морской полк
- 21.12.1803 — 09.11.1807 — полковник Гамен, Алексей Юрьевич
- 29.10.1811 — 30.08.1816 — подполковник (с 07.11.1811 полковник) Шевнин, Нил Иванович
- 30.08.1816 — 21.08.1818 — подполковник (с 06.10.1817 полковник) Новиков, Павел
- 21.08.1818 — ? — полковник Бурмейстер
- ? — 14.05.1831 — полковник Сафонов
- 14.05.1831 — 25.08.1831 — полковник Шлотгауэр

### Беломорский полк
- 21.04.1863[1] — 20.07.1865 — полковник Ильяшевич, Николай Иванович
- 06.09.1865 — 08.07.1871[2] — полковник Исаенко, Григорий Павлович
- 08.07.1871 — 06.05.1874 — полковник Кондзеровский, Константин Данилович
- 06.05.1874 — 01.11.1881 — полковник Никольский, Владимир Парфениевич
- 15.11.1881 — 24.11.1888 — полковник Тарасов, Александр Иванович
- 30.11.1888 — 12.02.1890 — полковник Мальцов, Иван Сергеевич
- 04.03.1890 — 03.01.1895 — полковник Покровский, Алексей Матвеевич
- 03.02.1895 — 16.02.1900 — полковник Троцкий, Владимир Иоанникиевич
- 24.02.1900 — 25.01.1904 — полковник Шредер, Адольф Оттович
- 07.02.1904 — 13.06.1907 — полковник Борисов, Николай Прокофьевич[3]
- 13.06.1907 — 27.03.1909 — полковник Малиновский, Александр Михайлович
- 27.03.1909 — 13.04.1913 — полковник Теплов, Владимир Владимирович
- 13.04.1913 — 15.03.1915 — полковник барон Клодт фон Юргенсбург, Павел Адольфович
- 21.12.1914 — 21.01.1915 — полковник фон Геннингс, Вильгельм Александрович
- 01.05.1915 — 28.09.1916 — полковник Непенин, Сергей Яковлевич
- 28.09.1916 — 15.05.1917 — полковник Виноградов, Пётр Иванович
- 23.05.1917 — 07.09.1917 — полковник Дзерожинский, Антон Фёдорович
- 07.09.1917 — хх.хх.хххх — полковник Лежневский, Нестор Павлович